# Élection présidentielle maltaise de 2019
L'élection présidentielle maltaise de 2019 a lieu le 2 avril 2019 afin d'élire au suffrage indirect le Président de Malte. 
Soutenu par le Parti travailliste au pouvoir ainsi que par le Parti nationaliste, principal parti d'opposition,  George Vella est élu à l'unanimité des voix.

## Contexte
La candidature de George Vella est soutenue à la fois par le Parti travailliste au pouvoir et le Parti nationaliste, qui siège dans l'opposition. Le Parti démocratique, en coalition avec le Parti nationaliste au sein de la coalition Force nationale annonce pour sa part soutenir la nomination de George Vella à la présidence, mais décide de boycotter le vote pour protester en faveur d'un amendement constitutionnel exigeant une majorité des deux tiers pour l'élection du président. Les deux députés du parti ne participe par conséquent pas au vote. 

## Mode de scrutin
Le Président de Malte est élu pour cinq ans au suffrage indirect uninominal majoritaire à un tour par les membres de la Chambre des représentants, à la majorité relative.

## Résultats
| Candidats                | Candidats                | Partis                   | Voix | %     |
| ------------------------ | ------------------------ | ------------------------ | ---- | ----- |
|                          | George Vella             | PL                       | 65   | 100   |
|                          |                          |                          |      |       |
| Votes valides            | Votes valides            | Votes valides            | 65   | 100   |
| Votes blancs et nuls     | Votes blancs et nuls     | Votes blancs et nuls     | 0    | 0     |
| Total                    | Total                    | Total                    | 65   | 100   |
| Abstention               | Abstention               | Abstention               | 2    | 2,99  |
| Inscrits / participation | Inscrits / participation | Inscrits / participation | 67   | 97,01 |

## Suites
George Vella est élu à l'unanimité des voix des députés présents,. Il prête serment et prend ses fonctions le 4 avril, jour traditionnel de la passation des pouvoirs présidentiels depuis l'établissement de la république à Malte.
Bien que très minoritaire à la Chambre des représentants où il détient deux sièges sur 67, le Parti démocratique parvient à faire prendre en considération sa proposition de modification du système électoral. Un amendement de la Constitution de 1964 est ainsi voté en février 2020, l'élection présidentielle se faisant désormais à la majorité qualifiée des deux tiers de l'ensemble des membres de la chambre,,.